# 관상동맥질환
관상동맥질환(冠狀動脈疾患, coronary artery disease/CAD, ischemic heart disease/IHD, atherosclerotic heart disease, atherosclerotic cardiovascular disease, coronary heart disease)은 다음을 포함하는 질병들의 그룹이다: 안정 협심증, 불안정 협심증, 심근 경색, 돌연사. 가장 흔한 종류의 심혈관계 질환군에 속한다.
관상동맥질환은 관상동맥에 동맥경화증(arteriosclerosis)으로 인해 협착이 생겨 심근의 혈류공급에 장애가 생기는 병변을 말한다. 관상동맥질환을 기술할 때는 오른관상동맥, 왼앞내림동맥, 휘돌이가지의 세 가지 계로 나누어 이들 관상동맥계에 병변이 생긴 수에 따라 각각 단일, 이중, 삼중혈관병변(single, double, triple vessel disease)으로 기술한다.
동맥경화성 관상동맥질환은 서구에서는 이미 오래 전부터 가장 흔한 사망 원인으로 알려져있다. 우리나라를 포함한 동양에서는 아직 이와 같이 빈발하고 있지는 않지만 최근 식이습관의 변화와 함께 관상동맥질환이 점점 증가하는 추세에 있는 것으로 보고되고 있다. 발병원인으로 지방대사의 이상이 관여하는 것은 틀림없으나 그 자세한 기전은 밝혀지지 않고 있다. 위험인자로는 흡연(비흡연자에 비해 흡연자의 사망 위험성이 3배), 고지혈증(hyperlipidemia), 당뇨병, 고혈압, 기타로 비만, 운동부족, 스트레스 등을 들 수 있다.
병리해부소견에서 동맥경화성 관상동맥협착은 특징적으로 분절성 분포(segmental distribution)을 보인다. 대동맥기시부로부터 5cm 이내의 근위부에서 주로 병변이 생기고, 그 이하의 원위부에서는 거의 대부분 개방성을 유지하고 있다. 또한 관상동맥협착은 주로 심외막에 위치하고 있는 관상동맥에서 생기고 심내막의 작은 분지들에서는 거의 생기지 않는다. 예후는 주로 협착이 생긴 관상동맥의 수와 좌심실 기능에 따라 좌우된다.
관상동맥질환은 임상적으로 협심증, 심근경색증, 급사(급성사망)의 세가지 중 하나의 양상으로 나타난다.

## 종류

### 협심증(angina pectoris)
협심증이란 관상동맥협착으로 인한 심근허혈로 무산소대사가 일어난 결과로 생긴 흉통을 말한다. 여기에는 안정형 협심증, 불안정형 협심증, 이형 협심증 등의 종류가 있다.

#### 안정형 협심증(stable angina)
안정형 협심증은 남자에서 빈발하고 운동, 식사, 감정적 스트레스 등으로 심근의 산소요구량이 많아질 때 흉통이 생긴다. 흉통은 흉골 뒤에서 격심하게 쥐어짜는 듯한 양상을 보이고, 휴식을 취하거나 니트로글리세린을 투여하면 사라진다.

#### 불안정형 협심증(unstable angina)
불안정형 협심증은 1)최근(2개월 내) 생긴 협심증으로 흉통이 심하거나 빈번할 때, 2)안정형 협심증 환자에서 흉통이 더 심해지거나, 또는 빈번해지거나 통증기간이 길어질 때, 그리고 전보다 더 적은 운동에도 흉통이 생길 때, 3)안정시에도 흉통이 생길 때로 정의 한다.

#### 이형 협심증(variant angina)
이형 협심증은 운동이나 스트레스에 연관되지 않고 전적으로 안정시에 증상이 생기는 상태를 말한다. 이것은 관상동맥의 국소적 경련(spasm)에 의해 생긴다.

### 심근경색증(myocardial infarction)
심근경색증은 보통 동맥경화성 협착이 있는 관상동맥에서 갑자기 혈전이 생겨 심근 혈류가 완전히 차단됨으로써 발생하게 된다. 혈류가 차단된 혈관에서 혈액 공급을 받던 심근은 경색을 띠게 되고 괴사로 이어진다. 관상동맥폐색이 일어나는 가장 흔한 혈관은 좌관상동맥의 앞심실사이가지로 40-50%를 차지한다. 급성 혈전이 생기는 기전은 정확하지는 않지만 내막파열(intimal rupture)이 생기면서 그 곳에 혈소판과 피브린이 침착하는 것이 가장 큰 원인으로 생각되고 있다. 심근경색증이 심실벽 전층을 침범한 경우를 전층경색증(transmural infarction)이라 부르고, 그렇지 않은 경우를 심내막하경색증(subendocardial infarction)이라 부르며, 전자가 더 심한 형태이다.

### 급사(sudden death)
급사란 증상이 나타난지 1시간 이내에 사망하는 경우를 말한다. 관상동맥질환에 의한 급사의 위험성은 병변의 범위와 좌심실 기능의 손상 정도에 따라 약 2-10%의 범주를 보인다.

## 진단
관상동맥질환의 진단에는 다음의 방법이 이용된다. 안정시의 심전도는 약 70%에서 정상소견을 보이지만 운동심전도, 즉 스트레스 검사법은 진단에 가장 간단하고 가장 광범위하게 이용되는 방법으로 단계적인 운동부하량에 따라 허혈성 소견을 관찰할 수 있다. 방사성 동위원소검사로 박출계수(ejection fraction)나 심근관류를 측정한다.
박출계수는 정상에서 운동시 증가하나 관상동맥질환에서는 감소한다. 관상동맥조영술(coronary arteriography)은 관상동맥질환의 평가에 있어 가장 중요한 검사법으로 관상동맥협착의 위치와 정도를 파악할 수 있으며, 심실조영술로 심실기능과 박출계수를 측정할 수 있다. 동맥조영술상 관상동맥의 직경이 50% 이상 감소되었으면(단면적의 75% 이상) 유의한 협착증으로 간주하고 직경이 70%이상 감소(단면적의 90% 감소)되어 있으면 심한 협착증이라고 부른다.

## 치료

### 내과적 치료
기본적으로 흡연을 중단하고, 고혈압을 조절하며, 저지방 식이를 하여야 한다. 약물요법으로는 질산염(nitrates), 베타 차단제(beta-blocker), 칼슘 차단제(calcium blocker) 등을 사용하는데 이는 협심증을 해소하기 위한 목적(항협심증제)이다.
경피적 경혈관관상동맥확장술(percutaneous transluminal coronary angioplasty, PTCA)은 카데터에 부착되어 경피적으로 관상동맥 협착부위에 삽입된 풍선(balloon)을 팽창시켜 협착상태를 해소해 주는 방법으로 적응증은 세 개의 관상동맥 중 한개 또는 두 개의 혈관에 심한 협착이나 폐쇄가 있는 경우에 시행한다. 그러나 세 개의 혈관에 협착이(삼중혈관질환) 있는 환자에서는 관상동맥우회로이식술만큼 효과적이지 못하고 왼관상동맥(left main coronary artery)의 협착증에서도 유용성이 적다.

### 외과적 치료
외과적 치료의 적응증은 내과적 치료에 반응하지 않는 NYHA class Ⅲ의 협심증, 불안정 협심증, 좌측 주관상동맥의 협착증, 증상이 있는 삼중혈관질환 환자, PTCA에 실패한 환자 등이며 금기로는 폐동맥고혈압을 동반한 만성 심부전증이 유일하다.
관상동맥우회로이식술(coronary artery bypass graft, CABG)은 가장 보편적으로 사용되는 방법으로 큰두렁정맥(great saphenous vein), 속가슴동맥(internal mammary artery)을 주로 사용한다. 경우에 따라서는 오른위그물막동맥(right gastroepiploic a.)이나 아래배벽동맥(inferior epigastric a.)등을 이용하기도 한다. 큰두렁정맥을 사용하는 경우는 대동맥과 관상동맥의 협착부 원위부간을 우회연결시켜 준다. 속가슴동맥을 사용하는 경우는 절제된 속가슴동맥의 말단부를 바로 관상동맥의 원위부에 연결시켜준다. 우회도관 하나를 가지고 협착된 여러 관상동맥들을 연결시켜 주는 방법을 연속문합술(sequential graft)이라고 한다.
관상동맥 내막절제술(coronary endarterectomy)은 원위부 관상동맥에 심한 미만성 동맥경화증이 있으면서 우회로이식술에는 부적합하고 혈관재생술이 필요한 경우 적응이 된다. 특히 우측우세성 상태에서 우측 관상동맥이 완전히 폐쇄되었을 때 가장 흔한 수술적응이 된다. 방법은 관상동맥의 비후된 죽종성 플라크(atheromatous plaque)를 체외순환하에서 관상동맥을 절개하여 직접 제거하는 것이다. 좁아진 관상동맥 아래의 동맥의 다리에 있는 정맥 (큰두렁정맥)이나 가슴속에 있는 속가슴동맥으로 우회로를 만든다